# Serie Nacional de Béisbol 1966-1967
Orientales destronó al cuatro veces campeón Industriales para ganar su único título de la Serie Nacional de Béisbol de Cuba. Cuatro equipos terminaron a tres juegos del primer lugar, mientras Las Villas y Granjeros cerraban el marcador.
| Equipo       | JJ | JG | JP | AVE  | Dif |
| ------------ | -- | -- | -- | ---- | --- |
| Orientales   | 65 | 36 | 29 | .554 | -   |
| Industriales | 65 | 35 | 30 | .538 | 1   |
| Occidentales | 65 | 34 | 31 | .523 | 2   |
| Centrales    | 65 | 33 | 32 | .508 | 3   |
| Las Villas   | 65 | 30 | 35 | .462 | 6   |
| Granjeros    | 65 | 27 | 38 | .415 | 9   |